# Zahor
Zahor je planina u Bosni.

## Položaj
Spojena je s masivom Zec planine i Vranice. Smještena je sjeverno-sjeverozapadno od Fojnice. Najviši vrh Bandera visok je 1478 metara. Do najvišeg vrha Bandere koji vodi cesta. Vladića vrh je kod prijevoja, a na istočnom kraku na 1223 metra n/v je vrh Gradac. Sjeverozapadno od Zahora teče rječica Kozica. Južno teku Fojnička rijeka i Dragača. Sa Zahora slijevaju se Čemernička rijeka, Zahor, Bukovik i druge rječice.

## Biljni pokrov
Narodne predaje govore da je nekad bila zasijana žitom. Predaja dobiva mitološku dimenziju u dijelu gdje kaže da su ovdje kraljevi orali sa zlatnim teljizima na jarmovima volova. U legendi o žitu sa Zahora spominje se nekadašnje veliko naselje i oranice. Planina Zahor od davnih je vremena već pod gustom šumom.

## Znamenitosti
Srednjovjekovna građevina Kaštel (Kaštela, Kašteli) nalazi se iznad sela Rizvići i desne obale rječice Kozice, na 1158 metara nadmorske visine. Nije poznato kad je točno sagrađena. U nju su se sklanjali franjevci pred neprijateljem. Ovdje su se na poseban način posvećivali Bogu i molitvi. U Kaštelima je boravio s franjevačkom subraćom i tadašnji kustod Bosne fra Anđeo Zvizdović. Do Kaštela se od može doći preko izletišta Malkoča, sela Korita preko prijevoja Vladića vrh koji razdvaja Fojnicu i dolinu rječice Kozice.
Na križanju puteva za Dragačiće, Vladiće i Fojnicu na lokalitetu Vladića vrh je usamljeni grob.
Prema legendi to je grob bogataša koji je volio provode i kockati, a kojeg su pljačkaši ubili. Bogataš je prodao volove na pazarni dan u Fojnici i potom lumpovao. Nakon tjedan dana kad je pošao vratiti se kući, razbojnici su ga u zasjedi ubili. Razočarani plijenom, jer umjesto mnoštva novaca u džepovima su mu pronašli samo jednu glavicu luka što mu je ostala pa su ga tu pokopali.
Od tog usamljenog groba prema Kaštelu vodi uska staza pored izvora za koji ljudi govore da se zove vrelo fra Anđela Zvizdovića. Dalje s litice stijene niz strminu kozjom stazom do podnožja gdje se vide kule Bijeli i Crni grad, zazidane na sredini stijene, dostupne samo vještim planinarima.

## Gospodarstvo
Bogata je rudama. U srednjem vijeku saski rudari vadili su srebro. 
Antimon se vadio iz rudnika Čemernice. Rudnik Čemernica nalazi se cestom od Fojnice duž istoimene rječice Čemernice. Na Zahoru je istoimeno selo Čemernica.  Rudnik je ugašen 1917. godine. Antimon se dobivao iz antimonita. Još ima i arsenopirita i sfalerita.
Na vrhu Banderi je televizijski repetitor.

## Vanjske poveznice
- Baštine BiH planina Zahor, grad Kaštela - Fojnica, Facebook
- Fojnica Fotoalbum Kašteli i lovačka kuća (Zahor)